# 닌텐도 시스템개발본부
닌텐도 시스템개발본부(약칭 닌텐도 SDD)는 일본의 비디오 게임 개발사 닌텐도의 교토시 본사 내에 존재했던 부서였다. 닌텐도의 소프트웨어 및 주변기기 개발이 주업무인 부서였으며, 닌텐도 네트워크 서비스 데이터베이스와 공동으로 닌텐도 네트워크 서비스 프로그래밍을 담당한 '닌텐도 개발영업부'와 소프트웨어 개발 키트와 그 외 기술 개발을 담당한 '환경개발부' 2개의 개발진으로 나뉘어 운영했다.
2015년 9월 16일, 닌텐도 시스템개발본부는 닌텐도 종합개발본부와 합병해 닌텐도 기술개발본부로 재탄생했다.

## 역사
2015년 9월 16일, 닌텐도 시스템개발본부는 닌텐도 종합개발본부와 합병해 닌텐도 기술개발본부로 재편성되면서 사라졌다.

## 부서 상세

### 닌텐도 영업개발부
| 제목               | 종류                 | 플랫폼               | 연도 | 프로듀서                                                            | 디렉터                                |
| ------------------ | -------------------- | -------------------- | ---- | ------------------------------------------------------------------- | ------------------------------------- |
| Wii 숍 채널        | 디지털 배급          | Wii                  | 2006 | 시모무라 마사루                                                     | 미즈키 키요시                         |
| 닌텐도 채널        | 디지털 배급          | Wii                  | 2006 | 시모무라 마사루                                                     | 미즈키 키요시                         |
| 닌텐도 DSi 숍      | 디지털 배급          | 닌텐도 DSi           | 2008 | 시모무라 마사루                                                     |                                       |
| 닌텐도 존          | 네트워크 인터페이스  | 닌텐도 DS 닌텐도 DSi | 2009 | 시모무라 마사루                                                     |                                       |
| 친구 목록          | 친구 목록            | 닌텐도 3DS           | 2011 | 시모무라 마사루                                                     | 미즈키 키요시                         |
| 스트리트패스       | 네트워크 인터페이스  | 닌텐도 3DS           | 2011 | 시모무라 마사루                                                     |                                       |
| 닌텐도 e숍         | 디지털 배급          | 닌텐도 3DS           | 2011 | 시모무라 마사루                                                     | 나카야 카즈토                         |
| 닌텐도 비디오      | 미디어 플레이어      | 닌텐도 3DS           | 2011 | 시모무라 마사루                                                     |                                       |
| 닌텐도 존          | 네트워크 인터페이스  | 닌텐도 3DS           | 2011 | 시모무라 마사루                                                     | Fumihiko Tamiya                       |
| 어느새 교환 일기   | 프로세스 간 통신     | 닌텐도 3DS           | 2011 | 미즈키 키요시 시모무라 마사루                                       | 이마이 다이지                         |
| WaraWara Plaza     | 운영체제 (Miiverse)  | Wii U                | 2012 | 미즈키 키요시 에구치 카츠야(닌텐도 EAD) 카와모토 코이치(닌텐도 SPD) | 노가미 히사시 (닌텐도 EAD)            |
| Miiverse           | 소셜 네트워크 서비스 | Wii U                | 2012 | 미즈키 키요시 콘도 준야(하테나) 베푸 유스케(닌텐도 NSD)             | 유자와 히데토 크리스 요시오미(하테나) |
| 닌텐도 네트워크 ID |                      | Wii U                | 2012 |                                                                     |                                       |
| Wii U 챗           | 온라인 채팅          | Wii U                | 2012 |                                                                     | Fumihiko Tamiya                       |
| 닌텐도 e숍         | 디지털 배급          | Wii U                | 2012 | 미즈키 키요시                                                       | 나카야 카즈토                         |
| Miiverse           | 소셜 네트워크 서비스 | 웹 브라우저          | 2013 | 미즈키 키요시 콘도 준야(하테나) 베푸 유스케(닌텐도 NSD)             | 유자와 히데토 크리스 요시오미(하테나) |
| StreetPass Relay   | 네트워크 인터페이스  | 닌텐도 3DS           | 2013 | 미즈키 키요시                                                       | 야마자키 마사토시                     |
| Miiverse           | 소셜 네트워크 서비스 | 닌텐도 3DS           | 2013 | 미즈키 키요시 콘도 준야(하테나) 베푸 유스케(닌텐도 NSD)             | 유자와 히데토 크리스 요시오미(하테나) |

내용주
1. ↑  닌텐도 EAD와 닌텐도 SPD와 공동개발.
2. 1 2 3  하테나, 닌텐도 네트워크 서비스 데이터베이스 (NSD) 및 덴유샤와 공동개발.
3. ↑  Nintendo European Research & Development (NERD), Nintendo Technology Development (NTD) 및 비드요와 공동개발.

### 환경개발부
| Title                   | Genre(s) | Platform(s) | Year | Producer(s) | Director(s) |
| ----------------------- | -------- | ----------- | ---- | ----------- | ----------- |
| WiiConnect24            |          | Wii         | 2006 |             |             |
| Wii 시스템 소프트웨어   |          | Wii         | 2006 |             |             |
| 닌텐도 DSi 브라우저     |          | 닌텐도 DSi  | 2009 |             |             |
| Download Play           |          | 닌텐도 3DS  | 2011 |             |             |
| 닌텐도 e숍              |          | 닌텐도 3DS  | 2011 |             |             |
| 마리오 카트 7           |          | 닌텐도 3DS  | 2011 |             |             |
| 키드 이카루스: 업라이징 |          | 닌텐도 3DS  | 2012 |             |             |
| 닌텐도 랜드             |          | Wii U       | 2012 |             |             |
| StreetPass Relay        |          | 닌텐도 3DS  | 2013 |             |             |
| 친구모아 아파트         |          | 닌텐도 3DS  | 2013 |             |             |
| 마리오 카트 8           |          | Wii U       | 2014 |             |             |

#### 기계설계부
| Title                                     | Year | Platform(s)         | Director          | Producer                     |
| ----------------------------------------- | ---- | ------------------- | ----------------- | ---------------------------- |
| 사테라뷰                                  | 1995 | 하드웨어            | 시모무라 마사루   | 야마토 사토시                |
| BS 슈퍼 마리오 USA 파워 챌린지            | 1996 | 사테라뷰            | 스즈키 토시아키   | 야마토 사토시                |
| BS 마블러스 타임 애슬레틱스               | 1996 | 사테라뷰            | 아오누마 에이지   | 야마토 사토시                |
| BS 마블러스 타임 아놀드                   | 1996 | 사테라뷰            | 츠지야마 요시노리 | 야마토 사토시                |
| 닌텐도 파워                               | 1996 | 슈퍼 패미컴게임보이 |                   |                              |
| BS 에프제로 그랑프리                      | 1997 | 사테라뷰            | 스즈키 토시아키   | 야마토 사토시                |
| 익사이트바이크: 분분 마리오 배틀 스타디움 | 1997 | 사테라뷰            | 츠지야마 요시노리 | 야마토 사토시                |
| 포켓몬 피카츄                             | 1998 | 하드웨어            |                   |                              |
| 포켓몬 피카츄 2 GS                        | 1999 | 하드웨어            |                   |                              |
| Poket Hello Kitty                         | 1999 | 하드웨어            |                   |                              |
| Mobile Adapter GB                         | 2001 | 하드웨어            | 시모무라 마사루   | 야마토 사토시                |
| 포켓몬 파티 미니                          | 2001 | 포켓몬 미니         | 카와다 신야       | 야마토 사토시                |
| 포켓몬 핀볼 미니                          | 2001 | 포켓몬 미니         | 모리 요시카즈     | 야마토 사토시                |
| 사쿠라 모모코의 우끼우끼 카니벌           | 2002 | 게임보이 어드밴스   | 오사와 토루       | 야마토 사토시                |
| 포켓몬 레이스 미니                        | 2002 | 포켓몬 미니         | 카와다 신야       | 야마토 사토시                |
| 포켓몬 쇼크 테트리스                      | 2002 | 포켓몬 미니         | 카와다 신야       | 야마토 사토시                |
| 포켓모션                                  | 2003 | 하드웨어            | 카와다 신야       | 야마토 사토시                |
| 포켓몬 파티e                              | 2002 | e리더               | 오사와 토루       | 야마토 사토시                |
| 게임보이 어드밴스 와이어리스 어댑터       | 2004 | 게임보이 어드밴스   |                   |                              |
| 슬라이드 어드벤처 마그키드                | 2007 | 닌텐도 DS           | 시미즈 카즈노부   | 카와다 신야                  |
| Personal Trainer: Walking                 | 2008 | 닌텐도 DS           | 모리무라 나오야   | 카와다 신야                  |
| Cooking Guide: Can't Decide What to Eat?  | 2008 | 닌텐도 DS           | 와타나베 히로타카 | 츠지야마 요시노리            |
| 포켓워커                                  | 2009 | 하드웨어            | 시모무라 마사루   | 마스다 준이치야마가미 히토시 |

## 참조

### 내용주
1. ↑  일본어: 任天堂企画開発本部, 영어: Nintendo System Development Division